# Oscar Peterson
Oscar Emmanuel Peterson, CC CQ OOnt (Montreal, 15 de agosto de 1925 — Mississauga, 23 de dezembro de 2007) foi um virtuoso pianista de jazz canadense, considerado por muitos críticos como um dos maiores pianistas de jazz de todos os tempos (Scott Yanow, 2004). Ele lançou mais de 200 gravações, ganhou sete prêmios Grammy, bem como um prêmio pelo conjunto da obra da National Academy of Recording Arts & Sciences, e recebeu vários outros prêmios e homenagens.
Seus parceiros musicais mais constantes são os contrabaixistas Ray Brown e Niels-Henning Orsted Pedersen e os guitarristas Herb Ellis e Joe Pass.

## Biografia
Começou a estudar trompete e piano com seu pai aos cinco anos de idade. Após uma tuberculose dedicou-se ao piano.
Em 1944, participou da Johnny Holmes Orchestra, onde ele aprendeu composição e arranjo.
Três anos mais tarde montou seu primeiro trio com Bert Brown e Frank Gariepy, com o qual se apresentava em concertos semanais na Alberta Lounge, onde Norman Granz o descobriu e o levou a tocar no Carnegie Hall.
Em 1952, fundou um novo trio com o baixista Ray Brown e o guitarrista Barney Kessel, que foi substituido por Herb Ellis um ano mais tarde.
A partir da metade dos anos 50, fez inúmeras apresentações e concertos com grandes nomes do jazz tais como Ella Fitzgerald, Billie Holiday, Carmen McRae, Louis Armstrong, Lester Young, Count Basie, Charlie Parker, Quincy Jones, Stan Getz, Coleman Hawkins, Dizzy Gillespie, Roy Eldridge, Clark Terry, Freddie Hubbard e com o Modern Jazz Quartet. 
Na metade dos anos 1970, Ray Brown saiu do trio e foi substituido pelo baixista dinamarquês Niels-Henning Ørsted Pedersen.
Em 1993, Peterson sofreu um derrame que deixou paralisado seu lado esquerdo por dois anos. Se recuperou e continuou tocando de modo limitado. Em 1997 ganhou um Grammy pela sua obra e foi premiado pela International Jazz Hall of Fame.
Em 2003, Peterson gravou o DVD A Night in Vienna pelo selo Verve, onde vemos que a idade avançada já o limita. Apesar de ter perdido um pouco seu charme, Oscar Peterson continuou fazendo apresentações nos Estados Unidos e Europa poucos meses antes de sua morte. No entanto, devido à saúde debilitada, teve que cancelar sua apresentação no Toronto Jazz Festival 2007 e não pôde comparecer no dia 8 de junho a um espetáculo em sua homenagem no Carnegie Hall . Sua última formação o trazia acompanhado de Ulf Wakenius (guitarra), David Young (contrabaixo) e Alvin Queens (percussão).

### Falecimento
O pianista canadense, uma das grandes lendas do instrumento no jazz, morreu em 23 de dezembro de 2007, de insuficiência renal. Ele tinha 82 anos. Encontra-se sepultado em Saint Peter's Anglican Church Cemetery, Mississauga, Ontário no Canadá.

## Compositor e professor
Peterson lecionou piano e improvisação no Canadá, principalmente em Toronto. Com a ajuda de associados, ele inaugurou e chefiou a Escola Avançada de Música Contemporânea em Toronto por cinco anos durante a década de 1960. A escola, contudo, teve de ser fechada por falta de financiamento do governo e porque tanto Peterson quanto seus associados saiam frequentemente em turnês.
Anos mais tarde, Peterson orientou o programa de jazz da Universidade de York e foi o chanceler da universidade por vários anos no início da década de 90. Lá, ele publicou vários estudos de prática de piano de jazz. Em suas aulas, ele pedia aos alunos que estudassem a música de Johann Sebastian Bach, especialmente “O Cravo Bem Temperado”, as “Variações Goldberg” e “A arte da fuga”, considerando essas peças de piano essenciais para todo pianista sério. Entre seus alunos estavam os pianistas Benny Green e Oliver Jones.

## Prêmios

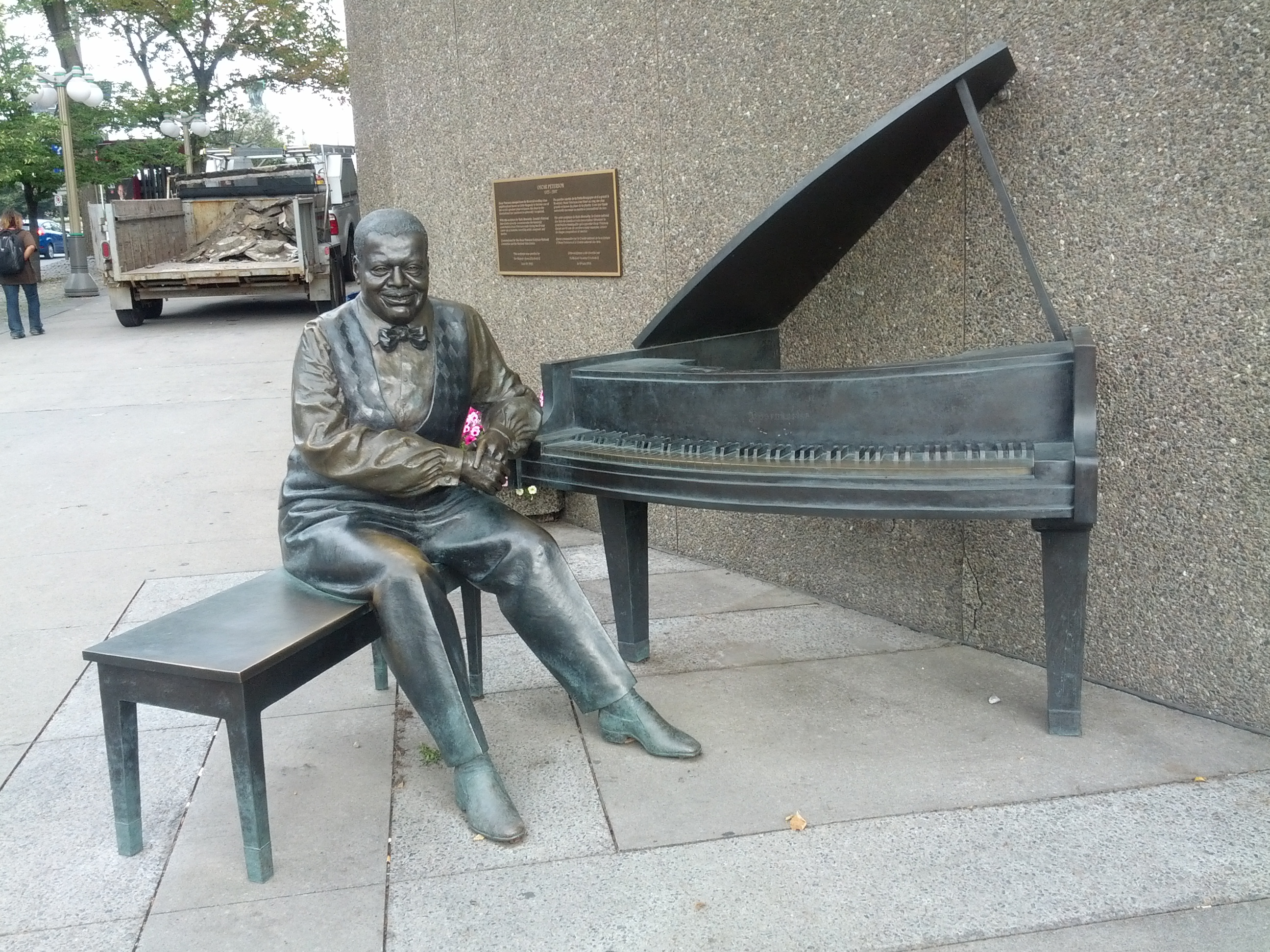
Estátua de Oscar Peterson em Ottawa.

Oscar recebeu sete Grammy entre 1974 e 1991 e entrou para o Canadian Music Hall of Fame em 1978. 
Recebeu ainda o Roy Thomson Award (1987), a Toronto Arts Award for lifetime achievement (1991), o Governor General's Performing Arts Award (1992), o Glenn Gould Prize (1993), o prêmio da International Society for Performing Artists (1995), a medalha Loyola Medal of Concordia University (1997), o prêmio Imperiale World Art Award (1999), o prêmio de música da UNESCO (2000), e o Toronto Musicians' Association Musician of the Year Award (2001).
Em 1999, a Universidade Concórdia de Montreal renomeou seu campus para Oscar Peterson Concert Hall em sua honra.